# Denkmalgeschützte Objekte im Okres Zvolen

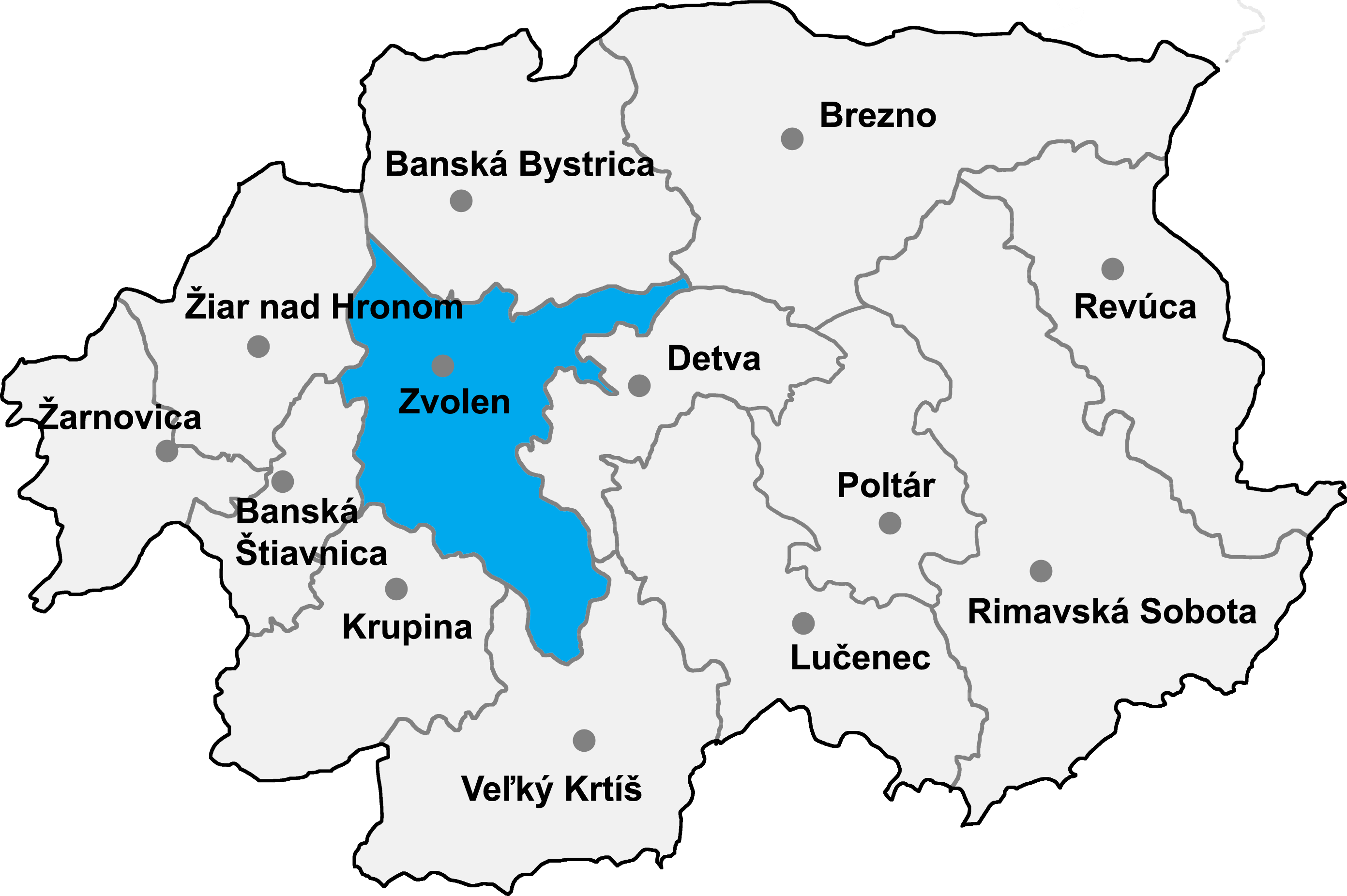

Im Okres Zvolen bestehen 160 denkmalgeschützte Objekte. Die unten angeführte Liste führt zu den Gemeindelisten und gibt die Anzahl der Objekte an. In Gemeinden, die nicht verlinkt sind, existieren keine geschützten Objekte.
| Gemeindeliste                   | Objektanzahl |
| ------------------------------- | ------------ |
| Babiná (Frauenstuhl)            | 3            |
| Bacúrov                         | 3            |
| Breziny                         | 1            |
| Budča                           | 1            |
| Bzovská Lehôtka                 | 0            |
| Dobrá Niva (Döbring)            | 7            |
| Dubové                          | 3            |
| Hronská Breznica (Bresnitz)     | 0            |
| Kováčová                        | 4            |
| Lešť (Truppenübungsplatz)       | 0            |
| Lieskovec                       | 0            |
| Lukavica                        | 0            |
| Michalková                      | 3            |
| Očová                           | 8            |
| Ostrá Lúka                      | 10           |
| Pliešovce (Deutschpelsätz)      | 3            |
| Podzámčok                       | 5            |
| Sása (Deutschpleißen)           | 5            |
| Sielnica                        | 1            |
| Sliač                           | 15           |
| Tŕnie                           | 7            |
| Turová                          | 0            |
| Veľká Lúka (Großwiesen)         | 1            |
| Zvolen (Altsohl)                | 65           |
| Zvolenská Slatina (Großslatina) | 11           |
| Železná Breznica                | 3            |